# Nymphe d'or
Les Nymphes d'or sont les prix récompensant les lauréats de la compétition officielle du festival de télévision de Monte-Carlo.

## Historique
Le Festival de télévision de Monte-Carlo fut créé en 1961 par le prince Rainier III de Monaco, désirant encourager une nouvelle forme d'expression artistique au service de la paix et de l'entente entre les hommes.
Les Nymphes d'or sont les prix récompensant les lauréats de la compétition officielle. Les statuettes sont des copies de la  Nymphe Salmacis, signée du sculpteur Monégasque François Joseph Bosio, « sculpteur principal du Roi » Louis XVIII, dont l'original est toujours exposé au Musée du Louvre à Paris.
La cérémonie de remise des Nymphes d’or clôture le Festival, en présence du prince Albert II de Monaco.

## Compétition officielle
La compétition du festival rassemble et récompense - avec une Nymphe d'or ou une sélection de prix spéciaux - les meilleurs programmes et acteurs de télévision du monde. Tout au long du festival, un jury international composé d’acteurs et de professionnels de la télévision participe au visionnage de tous les programmes en compétition. Chaque année, plus de trente pays sont représentés dans la compétition, avec plus de soixante programmes nommés.
La compétition est ouverte à tous diffuseurs, distributeurs et producteurs de programmes de télévision.

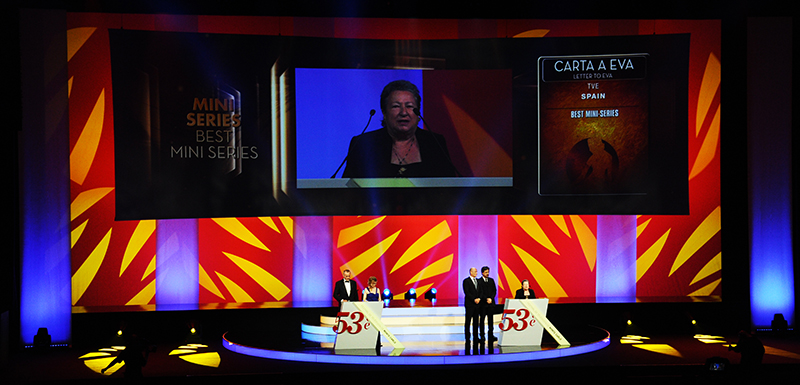
Cérémonie de remise des Nymphes d'Or

La compétition officielle est divisée en quatre catégories: 
- Séries télévisées (dramatique et comédie)
- Téléfilms
- Mini-séries
- Actualités (grand reportage, Reportage du journal télévisé et programme d'actualités 24h/24)

Les prix pour l’audience internationale récompensent les émissions ayant atteint les meilleurs taux d’audience de l’année.
La compétition décerne également des Prix spéciaux, en partenariat avec des organisations internationales humanitaires tels que le Comité international de la Croix-Rouge, la Croix-Rouge monégasque, l'AMADE, SIGNIS et le prix spécial Prince Rainier III - remis par le prince Albert II de Monaco.

## Prix spéciaux

### Le prix CICR pour la presse
En 2003, grâce au soutien actif de la Croix-Rouge monégasque, le Comité international de la Croix-Rouge (CICR) créait un jury spécial pour décerner un nouveau prix dans la catégorie News/Actualités : le « Prix du CICR pour la presse ». Considérant en effet que les documentaires d'actualité sélectionnés en compétition officielle par le festival de télévision de Monte-Carlo portent, d'une année sur l'autre, à 70% sur la guerre, le CICR a jugé pertinente la création de cette distinction.
Le Prix du CICR pour la presse récompense ainsi, chaque année, le documentaire qui aura su le mieux mettre en lumière un ou plusieurs principes du droit international humanitaire en traitant l'actualité d'un conflit armé sous l'angle de sa principale conséquence : la souffrance des victimes.

### Le Prix de la Croix Rouge Monégasque
Depuis 1988, le prince Albert II de Monaco, président d'honneur du festival de télévision, est également président de la Croix-Rouge monégasque. Le festival est donc devenu un rendez-vous annuel incontournable pour la Croix-Rouge monégasque.
Ce prix a pour vocation de récompenser une œuvre d'actualité illustrant au moins l'un des sept principes fondamentaux de la Croix-Rouge : humanité, impartialité, neutralité, indépendance, volontariat, unité, universalité.

### Le Prix AMADE
Le prix spécial AMADE (Association mondiale des amis de l'enfance) vient récompenser une œuvre télévisuelle qui aborde une problématique humaine, contemporaine ou non. Son argumentation et sa péripétie ne doivent pas avoir recours à la violence mais inciter à son rejet. Les thèmes traités doivent l'être en conformité avec les objectifs et valeurs essentiels de l'AMADE.
Ainsi, au cours des dix dernières années, les programmes lauréats du prix spécial AMADE recouvraient des thèmes cruciaux tels que les conditions de vie des orphelins du SIDA en Afrique du Sud, le quotidien des enfants des rues de Karachi, l'accès à l'éducation en Ouganda, le dépassement du handicap de l'enfant, ou le rôle de la femme dans la société africaine et au Moyen-Orient.

### Le Prix SIGNIS: La Colombe d’Argent
La Colombe d'Argent met en avant et encourage des productions qui utilisent le talent artistique et technique pour créer des contenus qui inspirent et font réfléchir. Le prix attribué par SIGNIS soutient une histoire qui contribue au progrès humain et rend compte de la dimension spirituelle de l'existence ; qui met en scène des valeurs humaines et chrétiennes ; qui appelle au respect des droits de l'homme et à la solidarité envers les minorités, les pauvres et les opprimés ; qui soutient les processus de justice et de réconciliation, ou encore le respect de la création et de l'environnement ; et qui pourra être utilisée dans le cadre de l'éducation aux médias.

### Prix spécial Rainier III
Ce prix spécial a été créé à la demande du prince Albert II de Monaco pour rendre hommage au prince Rainier III de Monaco, fondateur du festival.
Le lauréat de ce prix est sélectionné parmi les documentaires d'actualités par le prince Albert II de Monaco. Il est décerné au programme qui traite le mieux de la préservation et de la protection de la nature, de l'environnement, des espèces (faune et flore) menacées et de la lutte contre la pollution.

## Hommage

### Nymphe d'honneur
La Nymphe d'honneur est une marque de reconnaissance internationale qui rend hommage à un professionnel renommé pour sa contribution exceptionnelle à l'industrie du divertissement et de la télévision.
Elle fut décernée en 1994 pour la première fois à Jack Valenti, président historique de la Motion Picture Association of America. Dès lors de nombreux dirigeants de haut rang et producteurs de renom ont reçu cette distinction.

### Nymphe de cristal

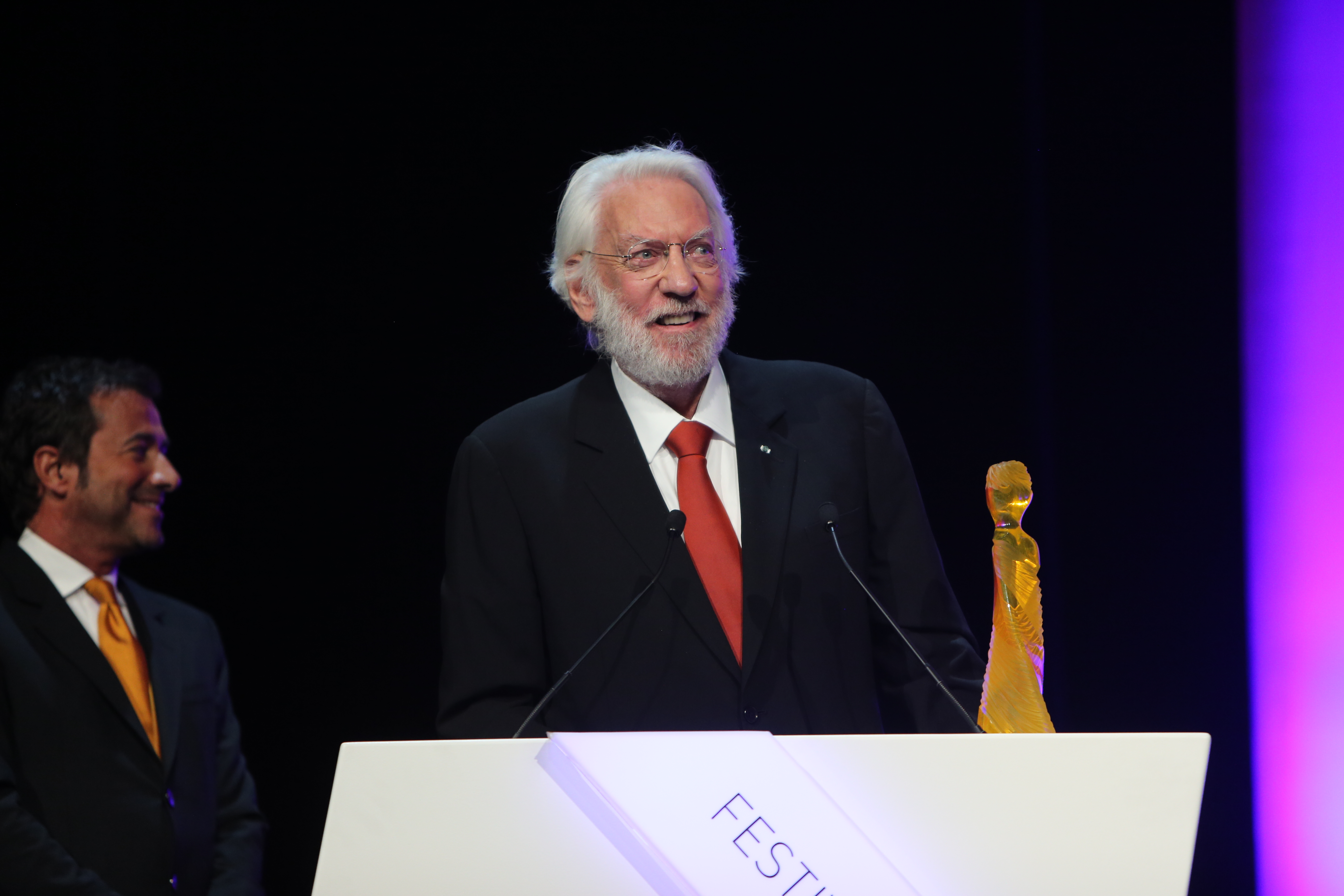
Donald Sutherland

En 2013, pour la première fois dans l'histoire du festival, une Nymphe de cristal a été décernée pour récompenser un individu dont la carrière de comédien a été une remarquable contribution au monde de la télévision.
C'est l'acteur Donald Sutherland qui a été distingué en 2013 pour l'ensemble de sa carrière par le prince Albert de Monaco, président d'honneur du festival.
Elle récompense un acteur ou une actrice pour son rôle dans un programme de télévision, reflet de sa popularité auprès des téléspectateurs, de la presse et de l'industrie. Ce trophée est attribué à un comédien qui s'exprime non seulement au meilleur de son art, mais bénéficie également du soutien d'un large public international.